# لوسی منگان
لوسی کاترین منگان (انگلیسی: Lucy Katherine Mangan؛ زادهٔ ۱۹۷۴) روزنامه‌نگار و نویسنده بریتانیایی است. او ستون‌نویس، نویسنده و منتقد تلویزیونی گاردین و عقیده‌نویس روزنامهٔ آی است. بخش عمده‌ای از نوشته‌های او وابسته به فمینیسم است.

## زندگی
منگان در کاتفورد در جنوب شرقی لندن با پدر و مادری که اصالتاً اهل لانکاشر بودند بزرگ شد. پدرش در تئاتر کار می‌کرد و مادرش پزشک بود. او زبان انگلیسی را در ترینیتی هال، کمبریج مطالعه کرد و به عنوان سلیسیتر صلاحیت داشت، اما در یک کتابفروشی کار کرد تا اینکه در سال ۲۰۰۳ در مجله گاردین تجربهٔ کاری به‌دست‌آورد.
منگان یک ستون معمولی، نقدهای تلویزیونی و نوشته‌های گاه به گاه دیگری در گاردین می‌نویسد. کتاب خانواده من و بلایای دیگر (۲۰۰۹) مجموعه ای از ستون‌های روزنامه اوست. او همچنین کتاب‌هایی دربارهٔ دوران کودکی و ازدواجش نوشته است. اولین رمان او، آیا ما هنوز سرگرم هستیم؟، در سال ۲۰۲۱ منتشر شد. کریستی مک‌لاکی، قدی درخشان به این رمان داد و کتاب را «یک اثر با نبوغ» توصیف کرد.
منگان همچنین ستونی ثابت برای مجله استایلیست دارد و داور جایزه‌ای برای بوک‌تراست نیز بوده است. او در سال ۲۰۱۳ جایزه ستون‌نویس سال را در جوایز انجمن ناشران حرفه‌ای دریافت کرد و در سال ۲۰۱۹ در جوایز مطبوعات بریتانیا در فهرست نهایی جایزه منتقد سال قرار گرفت.
منگان و شوهرش یک پسر دارند.

## آثار
- My Family and other Disasters, Hachette (2010) شابک ‎۰۸۵۲۶۵۳۶۸۹
- The Reluctant Bride: One Woman's Journey (Kicking and Screaming) Down the Aisle, Guardian Books (2012) شابک ‎۱۸۴۸۵۴۳۵۹X
- Hopscotch & Handbags: The Truth about Being a Girl, Headline (2013) شابک ‎۹۷۸۰۷۵۵۳۱۶۴۸۹
- Inside Charlie's Chocolate Factory, Puffin UK/US (2014) شابک ‎۹۷۸۰۱۴۷۵۱۳۴۸۹
- Bookworm: A Memoir of Childhood Reading, Square Peg (2018) شابک ‎۹۷۸۱۷۸۴۷۰۹۲۲۸
- Are We Having Fun Yet?, Souvenir, (2021)